# Arsenura niepelti
Arsenura niepelti är en fjärilsart som beskrevs av Arthur Schüssler 1930. Arsenura niepelti ingår i släktet Arsenura och familjen påfågelsspinnare. Inga underarter finns listade i Catalogue of Life.